# Piper cisnerosense
Piper cisnerosense är en pepparväxtart som beskrevs av Trel. & Yunck.. Piper cisnerosense ingår i släktet Piper och familjen pepparväxter. Inga underarter finns listade i Catalogue of Life.